# Флаг Тельвисочного сельсовета
Флаг муниципального образования «Тельвисочный сельсовет» Заполярного муниципального района Ненецкого автономного округа Российской Федерации.
Утверждён 23 декабря 2004 года и внесён в Государственный геральдический регистр Российской Федерации с присвоением регистрационного номера 1792.

## Описание флага
Представляет собой прямоугольное синее полотнище с отношением ширины к длине 2:3, воспроизводящее в центре композицию герба сельсовета: вверху шесть жёлтых восьмиконечных звёзд, расположенных дугой; внизу — две жёлтые форели, плывущие вниз, с хвостами, отклонёнными к краям флага.

## Символика флага
Разработан на основе герба сельсовета, который отражает исторические и географические особенности территории.
Жёлтые рыбы символизируют природные богатства севера: реки и моря богаты рыбой, здесь сохранились редкие виды животных — песец и горностай; птиц — тундряные и белые куропатки.
Звезда в геральдике — символ путеводности и единения. На флаге Тельвисочного сельсовета звёзды символизируют развитие региона с древнейших времён и направленность этого развития в будущее, а также то, что сельсовет создавался с целью объединения коренных жителей, небольшие поселения которых изображены звёздами.
В условиях Крайнего Севера вода для человека всегда была важным жизненным ресурсом. Практически все населённые пункты расположены на морском побережье или по берегам рек и озёр, позволяя населению заниматься рыбной ловлей. Основные транспортные артерии также связаны с водой — они проходят по рекам и морским прибрежным водам. На флаге это отражено синим цветом.
Синий цвет символизирует истину, честь, добродетель, чистое небо, водные просторы.
Жёлтый цвет (золото) символизирует уважение, почёт, стабильность, интеллект, богатство.